# Thor Thorvaldsen
Thor Thorvaldsen (ur. 31 maja 1909 w Bamble, zm. 30 czerwca 1987 w Bærum) – norweski żeglarz sportowy. Dwukrotny medalista olimpijski.
Brał udział w czterech igrzyskach przedzielonych wojną (IO 36, IO 48, IO 52, IO 56), na dwóch zdobywał – w 1948 i 1952 – złote medale w klasie Dragon. Pełnił funkcję sternika. Podczas obu startów załogę tworzyli również Sigve Lie i Håkon Barfod. Płynęli na łodzi Pan.